# 마르턴 판 데르 베이던
마르턴 판 데르 베이던(네덜란드어: Maarten van der Weijden, 1981년 3월 31일 ~ )은 네덜란드의 수영 선수이다. 주 종목은 오픈 워터 스위밍이며, 2008년 하계 올림픽에서 금메달을 획득하여 최초의 올림픽 오픈 워터 스위밍 금메달리스트가 되었다.